# 七海とろろ
七海 とろろ（ななみ とろろ、12月16日 - ）は、日本の女優、歌手で、アイドルグループ「バクステ外神田一丁目」の元メンバー。アミュレート所属（2022年11月 - ）。東京都出身。

## 略歴
- 2011年12月23日 ステージ常設型カフェレストラン「AKIHABARAバックステージpass」にアイドルキャストとして所属。同時にアイドルグループ「バクステ外神田一丁目」のメンバーとしてデビュー。
- 2021年9月14日 AKIHABARAバックステージpassでの投票でジャケットのセンターに選出された、バクステ外神田一丁目の10枚目のシングル「My Independence」が発売。
- 2022年11月4日 バクステ外神田一丁目を卒業することおよび、同月よりアミュレートに所属していることを発表[1][2]。
- 2023年4月8日 「七海とろろ卒業ライブ&パーティー」を開催し、バクステ外神田一丁目およびAKIHABARAバックステージpassから卒業。

## 人物・エピソード
- バクステ外神田一丁目でのキャッチコピーは「バクステの宴会部長」[3]。
- 長橋有沙とともに、年に数回「ありとろ」というイベントを開催している。
- ホークスと五条悟を推しとしている。特にホークスに対しては、誕生日を盛大に祝うほどである[4]。
- 好物はエリンギ。

## 出演

### 舞台

#### 2013年
- 「オンナ、ひと憂。」Bチーム（9月12日 - 16日、ザ・ポケット） - 平泉泉 役[5]

#### 2014年
- A-CRAFT「舞台版 天誅」（5月7日 - 11日、シアターサンモール） - とろろ 役
- 劇団浪漫狂「See you Again!」赤狂組（10月23日 - 26日、シアターサンモール） - 木谷聡子 役[6]

#### 2015年
- 天才劇団バカバッカ「ハッピー・ウエディング」（3月11日 - 17日、六行会ホール） - 来栖のぞみ 役[7]
- VAP PRESENTS「舞台 新選組オブ・ザ・デッド」（5月13日 - 18日、CBGKシブゲキ!!） - 金魚 役[8]
- 企画演劇集団ボクラ団義「時をかける206号室」（8月19日 - 30日、シアターグリーンBIG TREE THEATER） - 幸子 役[9]
- A-CRAFT「舞台版 天誅-2015」（10月21日 - 25日、六行会ホール） - とろろ 役
- 企画演劇集団ボクラ団義「十七人の侍」（11月20日 - 29日、CBGKシブゲキ!!） - シノ 役[10]

#### 2016年
- tetsutaro produce「雨ウツ音ナリツヅ9日々」（3月16日 - 20日、笹塚ファクトリー） - 橋野はるか 役[11]
- ヒロセプロジェクト「アシタボシ～明日行きの列車は今宵、満天の星の海を～」チーム星（5月25日 - 29日、ラゾーナ川崎プラザソル） - 空野リン 役、演出助手[12]
- MJP×tetsutaro produce「りすたーと」（6月11日 - 13日、Geki地下Liberty） - 永井かおり 役[13]
- S4U「イリクラ〜Iridescent Clouds〜」（7月21日 - 24日、シアターグリーンBOX in BOX THEATER） - ピンク 役[14]
- GENKI Produce「島へ。」（8月30日 - 9月4日、シアターグリーンBOX in BOX THEATER） - 波照間菜々絵 役[15]
- ENG「バックトゥ・ザ・舞台袖〜The stagewing of THRee’S〜」（9月23日 - 10月2日、シアターグリーンBIG TREE THEATER） - 清水さらら 役[16]
- OLヴィーナス はちみつシアター「地獄≡リボン .snp クリスマスだった…」（12月2日 - 3日、吉祥寺スターパインズカフェ） - コーラ 役[17]
- ツツシニウム「カエルエカ」（12月20日 - 24日、両国門天ホール） - ななみん 役[18]

#### 2017年
- MileStone「Long Believer」（2月8日 - 12日、ラゾーナ川崎プラザソル） - 生駒吉乃 役
- yoppy project「Battle Butler」（3月8日 - 12日、六行会ホール） - 一色凛 役[19]
- Southern’X「星空ハーモニー」（4月18日 - 23日、CBGKシブゲキ!!） - 木原優美 役[20]
- OLヴィーナス はちみつシアター「死がらみドメスティック」（6月21日 - 23日、吉祥寺スターパインズカフェ） - ドーパ 役 [21]
- Back.Base「スクール オブ カースト」（9月6日 - 10日、千本桜ホール） - 河北冬香 役[22]
- OLヴィーナス はちみつシアター「月光ロックはちみつスターズ」（12月1日 - 2日、吉祥寺スターパインズカフェ）[23]

#### 2018年
- アサルトリリィ×私立ルドビコ女学院×人狼TLPT 人狼TLPT S「未来への十字架」（2月7日 - 12日、新宿村LIVE） - 茜・マルガリータ・理紬 役[24]
- ENG「ロスト花婿」（3月16日 - 25日、シアターグリーンBIG TREE THEATER） - 外山みのり 役[25]
- 「隣のボブジャックときのこちゃんシアター〜ノッキンオンヘブンズきのこ〜」（5月1日 - 6日、シアターKASSAI） - 月子 役[26]
- 劇団TEAM-ODAC「猫と犬と約束の燈2018-夏」♪チーム（7月7日 - 16日、スペース・ゼロ） - さゆみ 役[27]
- DMF/ENG提携公演「メイカ 魔女と幕末の英雄」（8月29日 - 9月2日、シアターサンモール） - 白水 役[28]
- アサルトリリィ×私立ルドビコ女学院「白きレジスタンス〜約束の行方〜」（9月21日 - 27日、シアターグリーンBIG TREE THEATER） - 瀬戸・ベロニカ・いちか 役[29]
- PURESMILE presents「おおばかもの～憧れのサンパチマイク～」（12月12日 - 16日、草月ホール） - 松丸ゆり 役[30]

#### 2019年
- アサルトリリィ×私立ルドビコ女学院×人狼TLPT人狼TLPT S「未来への十字架Ⅱ」（2月8日 - 17日、萬劇場） - 茜・マルガリータ・理紬 役[31]
- tokinoko presents「隣のきのこちゃん4～すもうでむぼうなかれらは大統領とスモウ?!～」（2月20日 - 3月3日、本所松坂亭劇場）
- ENG「Second you sleep〜セカンドユースリープ〜」碧チーム（4月17日 - 28日、d-倉庫） - 吉田恵 役[32]
- （劇）ハンマーヘッドシャーク×LUCKUP「TRUMP」（6月5日 - 16日、シアターKASSAI） - ソフィ・アンダーソン 役[33]
- UDA☆MAP「紙風☆スクレイパー」（8月21日 - 28日、シアターKASSAI） - 戯瑠 役[34]
- 松扇アリス「オトナインデッドリースクール」（10月3日 - 8日、シアターKASSAI） - 墨尾優 役
- アサルトリリィ×私立ルドビコ女学院「白きレジスタンス〜真実の刃〜」（11月29日 - 12月3日、新宿村LIVE） - 瀬戸・ベロニカ・いちか 役[35]
- tokinoko presents「隣のきのこちゃん〜革命VS革命 目指せ男性モブ化計画〜」（12月26日 - 31日、シアターKASSAI） - マリーアントワネット 役

#### 2020年
- ENG「ニンギョヒメ」（2月26日 - 3月2日、シアターグリーンBOX in BOX THEATER） - ドクモ 役[36]
- ツツシニウム「フスマノオトン」（7月29日 - 8月2日、シアターKASSAI）[37]
- UDA☆MAP「新宿☆アタッカーズseason3〜孤島の洋館殺 人事件〜」（9月30日 - 10月4日、シアターグリーンBIG TREE THEATER） - 獏露 役[38]
- 劇団6番シード「ザ・ボイスアクター2020」アニメーション編（11月19日 - 29日、シアターKASSAI） - 矢理田歩 役[39]

#### 2021年
- ENG「missing〜強がり彼氏と食べちゃう彼女〜」（3月10日 - 14日、六行会ホール） - オリヴィエ・ラヴェントゥール 役[40]
- 劇団6番シード「ボイルド・シュリンプ&クラブ」CASE 3（4月29日 - 5月9日、シアターKASSAI） - マリーゴールド萌香 役[41]
- アサルトリリィ×私立ルドビコ女学院「シュベスターの祈り」（5月28日 - 6月6日、シアターグリーンBIG TREE THEATER） - 瀬戸・ベロニカ・いちか 役[42]
- ピウス×オラクルナイツ 人狼TLPT S「トランスミッション」（6月30日 - 7月11日、萬劇場） - 情報屋アーニー 役[43]
- 人狼 ザ・ライブプレイングシアター #43:EXAM （8月3日 - 8日、配信限定公演） - トリニティ（三位トロロ） 役[44]
- アサルトリリィ×私立ルドビコ女学院「シュベスターの秘密」（10月15日 - 24日、ザ・ポケット） - 瀬戸・ベロニカ・いちか 役[45]

#### 2022年
- @emotion「ももがたり」（2月23日 - 27日、シアターグリーンBIG TREE THEATER） - 涼鬼 役[46]
- 劇団6番シード「“CUBE“」（5月19 - 29日、シアターKASSAI）[47]
  - A公演「女流作家たちの備忘録」 - 東山洟 役
  - B公演「浪人街の左利き」 - 傘奈 役
- アサルトリリィ×私立ルドビコ女学院「白きレジスタンス～約束の行方～」（6月30日 - 7月6日、スペース・ゼロ） - 瀬戸・ベロニカ・いちか 役[48]
- アサルトリリィ×私立ルドビコ女学院 LIVE SHOW（9月8日 - 18日、博品館劇場） - 瀬戸・ベロニカ・いちか 役[49]
- 人狼 ザ・ライブプレイングシアター 10th Anniversary 〜ROSELIUM〜 （9月28日 - 10月10日、シアターサンモール） - 看板娘トリニティ 役[50]

#### 2023年
- @emotion「NEVER EVER NEVER」 - メイ 役
  - 東京公演 （1月25日 - 29日、六行会ホール）[51]
  - 大阪公演 （5月12日 - 14日、ABCホール）[52]
- 三上俊×長谷川太郎 presents「クローバークラブ-Third Leaf-」（2月7日 - 12日、エビスSTARバー） - 西園寺蕾 役[53]
- feather stage「通勤急行大爆破〜Mind the GAP〜」（5月24日 - 28日、シアターKASSAI） - 三船永遠 役[54]
- アサルトリリィ×私立ルドビコ女学院「白きレジスタンス～真実の刃～」（8月19日 - 23日、大手町三井ホール） - 瀬戸・ベロニカ・いちか 役[55]
- アサルトリリィ「リリィコレクション2023 御台場女学校 with 私立ルドビコ女学院」（2023年8月26日 - 27日、大手町三井ホール） - 瀬戸・ベロニカ・いちか 役[56]
- 劇団6番シード「屋根裏のバーニャカウダー」（10月25日 - 29日、新宿シアタートップス） - 篠原実嶺 役[57]

#### 2024年
- T-gene stage「コトの葉」葉（1月18日 - 28日、すみだパークシアター倉） - 伊原エリ 役[58]
- 人狼 ザ・ライブプレイングシアター #50:VILLAGE XXI（3月13日 - 24日、新宿村LIVE） - 看板娘トリニティ 役[59]
- Project Amythos「空の匣庭」teamARKADIA（4月25日 - 29日、萬劇場） - メタトロン 役[60]
- mucho produce「蜻蛉の住む家」（6月14日、テアトルBONBON） - 日替わりゲスト[61]
- OLヴィーナス はちみつシアター「勝手に××しちゃって」（7月18日 - 20日、吉祥寺スターパインズカフェ） - スイ 役[62]
- πTOKYO夏の朗読祭り「でかける時はいつも」Aチーム（8月8日 - 11日、πTOKYO） - 僕 役[63]
- 人狼 ザ・ライブプレイングシアター #51:STELLA（9月13日 - 22日予定、新宿村LIVE） - 月下族トリニティ 役[64]
- unit SELAH prod. 秋の二本だて公演「Calling you」（10月11日 - 13日、πTOKYO） - 倉本あやか 役[65]
- Alexandrite Stage「舞台版『武士の献立』」味噌版、出汁版（11月9日 - 17日、草月ホール） - 六歌仙 役[66]

#### 2025年
- mucho produce「悲しい時には羊のうたを」（2月14日 - 23日、新宿村LIVE） - 江口 役[67]
- 小菅怜衣プロデュース「舞台『初恋雨』〜恋々と、募る思い〜」日替わりゲスト（6月6日、劇場MOMO） - 永海彩貴央 役[68]
- オレンジMENプロデュース「夏の!!週末朗読同好会祭り!!」『0.75』（6月14日 - 15日、πTOKYO） - 女 役[69]
- 朝劇明大前「明大星」ゲスト（6月29日、ダイニングバーKUU）[70]
- ピウス「舞台『アサルトリリィ』-眞說・御台場迎撃戦-」（9月20日 - 25日予定、シアター1010） - 瀬戸・ベロニカ・いちか 役[71]
- Project Amythos「WITCH LIGHT」（10月29日 - 11月2日予定、ザ・ポケット） - 魔女ジョーン 役[72]
- ピウス「異空間リーディングステージ『アサルトリリィ』- RED - & - BLUE -」 BLUE（11⽉28⽇ - 12⽉7⽇予定、シアターサンモール） - 瀬⼾・ベロニカ・いちか 役[73]

## 作品
- ソロシングル「Colors」（2020年1月22日、Le:iDIX Records）BSPC-0052[74]
- シングル「Legend Power」（2023年12月13日、Stand-Up! Records）FPBD-0853[75]
  - M1「きらめきSunday」
- シングル「Kawaii♡Funk」（2024年12月20日）[76]